# Per-Olof Larsson
Per-Olof Gerhard "Peo" Larsson, född 30 november 1924 i Lundby församling i Göteborg, död 22 april 2008 i Lundby församling, var en svensk handbollsspelare och fotbollsspelare på elitnivå. I handboll spelade han som "center", dvs troligen mittsexa, och i fotboll som center.

## Karriär
Per-Olof Larsson föddes i Göteborg men flyttade i unga år med familjen till Alingsås. Han började spela handboll 1940 i KFUM Alingsås och efter ett år gick han till Sörhaga IK och spelade i deras B-lag. Han gick sedan vidare till A-laget och därefter, senvintern/våren 1949, till Örebro SK (ÖSK). Den 18 februari 1949 debuterade han i allsvenskan (nuvarande Handbollsligan) med ÖSK. Det blev fyra säsonger i ÖSK, med SM-silver 1950 och serieseger 1951 som främsta meriter. Inför säsongen 1953/1954 gick Larsson till IK Heim i Göteborg och spelade två säsonger för den klubben, med SM-guld 1955 som främsta merit. Samma år flyttade han till Karlskoga och började pendla för att spela handboll i Örebro SK igen. Detta pågick till 1961. Under den perioden vann ÖSK allsvenskan både 1956 och 1957.
Per-Olof Larsson var också en skicklig fotbollsspelare. Åren 1949–1951 spelade han i fotbollsallsvenskan för Örebro SK. Han spelade totalt 46 matcher och gjorde 29 mål för ÖSK, varav 29 matcher och 14 mål i allsvenskan.
Larsson landslagsdebuterade i handboll 1950 i en landskamp mot Finland (18–6) i Örebro med tre Örebrospelare på planen. Larsson gjorde tre mål så det var en bra debut. Han gjorde bara 13 landskamper för Sverige men han fick äran att medverka i VM 1954 och blev då världsmästare. Efter 1954 spelade han inte fler landskamper. Den 29 juni 1951 spelade han en landskamp i fotboll, mot Island i Reykjavik. Det var Sveriges första möte med Island i fotboll.

## Handbollsklubbar
- KFUM Alingsås (1940–1941)
- Sörhaga IK (1941–1949)
- Örebro SK (1949–1953)
- IK Heim (1953–1955)
- Örebro SK (1955–1961)
- Växjö BK (1961–1963)

## Fotbollsklubbar
- Alingsås IF (juniorlag)
- Holmalunds IF (–1948)
- Örebro SK (1949–1952)
- Karlslunds IF (1954)

## Meriter
- Allsvensk serieseger 1951 med Örebro SK
- Svensk mästare tre gånger: 1955 (med IK Heim), 1956 och 1957 (med Örebro SK)
- VM-guld 1954 med svenska landslaget